# Amtsgericht Wiesentheid
Das Amtsgericht Wiesentheid war ein von 1879 bis 1925 bestehendes bayerisches Gericht der ordentlichen Gerichtsbarkeit mit Sitz in Wiesentheid.

## Geschichte
Mit Inkrafttreten des Gerichtsverfassungsgesetzes am 1. Oktober 1879 wurde in Wiesentheid ein Amtsgericht errichtet, dessen Sprengel aus den Gemeinden Abtswind, Altenschönbach, Atzhausen, Castell, Ebersbrunn, Feuerbach, Geesdorf, Greuth, Kirchschönbach, Neuses am Sand, Prichsenstadt, Rehweiler, Rüdenhausen, Siegendorf, Untersambach, Wiesentheid und Wüstenfelden des bisherigen Landgerichtsbezirks Wiesentheid gebildet wurde. Übergeordnete Instanzen waren das Landgericht Würzburg und das Oberlandesgericht Bamberg.
Mit Wirkung vom 1. April 1925 wurde das Amtsgericht Wiesentheid aufgehoben und aus dessen Bezirk die Orte Altenschönbach, Ebersbrunn, Geesdorf, Kirchschönbach, Neuses am Sand, Prichsenstadt, Siegendorf und Untersambach dem Amtsgericht Gerolzhofen, Abtswind, Atzhausen, Castell, Feuerbach, Greuth, Rehweiler, Rüdenhausen, Wiesentheid und Wüstenfelden dagegen dem Amtsgericht Kitzingen zugeteilt.